# Resolució 1620 del Consell de Seguretat de les Nacions Unides
La Resolució 1620 del Consell de Seguretat de les Nacions Unides fou adoptada per unanimitat el 31 d'agost de 2005. Després de recordar totes les resolucions anteriors sobre la situació a Sierra Leone, el Consell va establir l'Oficina Integral de les Nacions Unides a Sierra Leone (UNIOSIL) per un període inicial de dotze mesos que comencen l'1 de gener de 2006, per substituir la Missió de les Nacions Unides a Sierra Leone (UNAMSIL).

## Resolució

### Observacions
En el preàmbul de la resolució, el Consell va començar acollint amb beneplàcit la recomanació del secretari general de les Nacions Unides Kofi Annan d'establir una oficina integrada com a continuació de la UNAMSIL a partir de la fi de 2005. Va emfasitzar la importància d'una transició fluida entre la UNAMSIL i l'oficina integrada i el suport continuat de la comunitat internacional per al desenvolupament a llarg termini de Sierra Leone. Mentrestant, va ser elogiat el treball del Tribunal Especial per a Sierra Leone i la Comissió de la Veritat i la Reconciliació.

### Actes
El Consell de Seguretat va establir UNIOSIL amb un mandat per ajudar el govern del Govern de Sierra Leone en la creació de capacitats, els drets humans, el procés electoral, millorant la bona governança, reforçant l'estat de dret, promovent la pau i el diàleg, enfortint el sector de la seguretat i el benestar de la població. L'oficina integrada també ajudaria amb la situació de seguretat, coordinar amb altres missions de les Nacions Unides a l'Àfrica occidental i amb el Tribunal Especial. Mentrestant, es va recordar al govern que havia de consolidar la pau i la seguretat al país.
La resolució va ressaltar la importància de la coordinació entre l'oficina integrada i altres organitzacions i organismes internacionals. L'UNIOSOL anava a càrrec d'un representant executiu del secretari general, mentre que Kofi Annan va ser convidat a continuar la planificació per a la protecció del Tribunal Especial.